# 石川テレビ土曜夕方4時55分枠のアニメ
石川テレビ土曜夕方4時55分枠のアニメでは、石川テレビで、毎週土曜日16:55 - 17:25（JST）に放送されているテレビアニメの作品一覧について取り上げる。

## 概要
2023年1月12日、『SPY×FAMILY』のアニメ公式サイトで、当局で土曜夕方に放送されることが知らされたことから始まり、以降当枠を利用してアニメ作品が放送されている。現状では原作漫画がジャンプ コミックスで発行されている作品が独占している。

## 作品リスト
| (作目) | 作品名                                 | 放送期間                 | 話数   | 原作     | 制作会社               | 備考       |
| ------ | -------------------------------------- | ------------------------ | ------ | -------- | ---------------------- | ---------- |
| 1      | SPY×FAMILY （Season 1）                | 2023年1月14日 - 7月8日   | 全25話 | 遠藤達哉 | WIT STUDIO CloverWorks | [ 注釈 2 ] |
| 2      | るろうに剣心 -明治剣客浪漫譚- 2023年版 | 2023年7月15日 - 12月23日 | 全24話 | 和月伸宏 | ライデンフィルム       | [ 注釈 3 ] |
| 3      | SPY×FAMILY （Season 2）                | 2024年1月6日 - 3月       | 全12話 | 遠藤達哉 | WIT STUDIO CloverWorks |            |